# Alto da Brancal
Alto da Brancal é um distrito do município brasileiro de Itapeva, no interior do estado de São Paulo.

## História

### Formação administrativa
- Lei Ordinária nº 485 de 02/12/1990 - Cria o distrito de Alto da Brancal no município de Itapeva[2][3].

## Geografia

### Demografia

#### População urbana
| Crescimento população urbana | Crescimento população urbana | Crescimento população urbana | Crescimento população urbana |
| Censo                        | Pop.                         |                              | %±                           |
| ---------------------------- | ---------------------------- | ---------------------------- | ---------------------------- |
| 1991                         | 713                          |                              | —                            |
| 2000                         | 972                          |                              | 36,3%                        |
| 2010                         | 803                          |                              | −17,4%                       |
| Fonte: IBGE e Fundação SEADE |                              |                              |                              |

#### População total
Pelo Censo 2010 (IBGE) a população total do distrito era de 1 745 habitantes.

### Área territorial
A área territorial do distrito é de 94,439 km².

### Bairros
O distrito de Alto da Brancal é composto por 10 bairros: Alto da Brancal (sede), Palmeirinha, Capoavinha, Lavrinhas, Prestes, Ferro Quente, Boa Vista, Roseira, Mato Dentro e Engenho Velho.

### Rodovias
O principal acesso ao distrito é a Rodovia Pedro Rodrigues Garcia (SP-249).

## Serviços públicos

### Registro civil
Feito na sede do município, pois o distrito não possui Cartório de Registro Civil das Pessoas Naturais.

### Saneamento
O serviço de abastecimento de água é feito pela Companhia de Saneamento Básico do Estado de São Paulo (SABESP).

### Energia
A responsável pelo abastecimento de energia elétrica é a Neoenergia Elektro, antiga CESP.

## Atividades econômicas

### Mineração
No distrito encontra-se a Unidade Lavrinhas da Votorantim Cimentos, mina de extração de calcário localizada próximo a sede do distrito, na estrada que liga Itapeva à Ribeirão Branco, onde estão os setores de mineração, britagem, fornos e moagem de cal virgem da empresa.
E na divisa com Nova Campina há uma mina de extração de quartzo e talco.

## Atrações turísticas

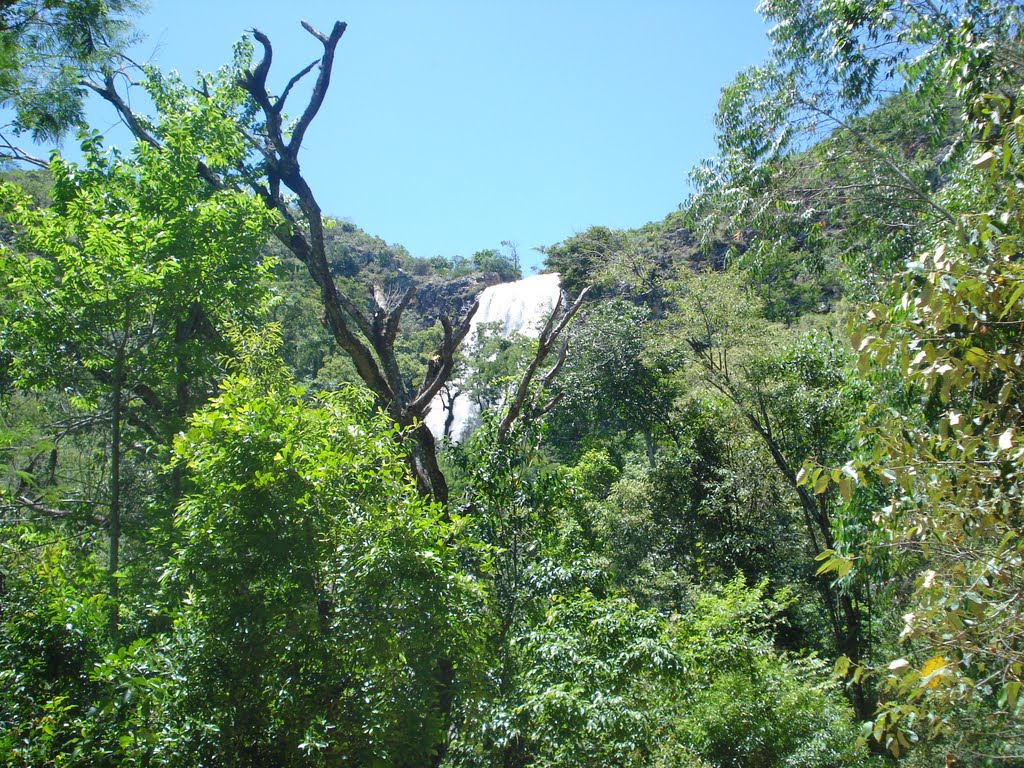
Cachoeira Alto da Brancal.

### Cachoeiras
Cachoeira Alto da Brancal, local que apesar de não contar com nenhum tipo de infra-estrutura, recebe razoável volume de visitantes. A trilha para se chegar à cachoeira é de média dificuldade.
Com 26 metros de altura, a cachoeira é formada por um pequeno córrego. Em seu entorno encontra se cobertura de mata atlântica e uma grande biodiversidade de fauna e flora, além de uma corredeira formada por pedras e vegetação.
As dimensões da cachoeira são de 26 metros de altura, 8 metros de largura e 30 centímetros de profundidade, com baixo volume de água, sendo propícia à prática de rapel.

## Religião
O Cristianismo se faz presente no distrito da seguinte forma:

### Igreja Católica
- A igreja faz parte da Diocese de Itapeva[17].

### Igrejas Evangélicas
- Congregação Cristã no Brasil[18].